# Poltavkacultuur
De Poltavkacultuur is een archeologische cultuur van de vroege tot midden-bronstijd (2700-2100 v.Chr.) in het gebied van de Midden-Wolga, van het Wolga-Donkanaal tot de Boog van Samara in Rusland en in het oosten tot de grens van Kazachstan en in het dal van de Samara tot Orenburg.
Evenals de catacombencultuur in het westen is het een opvolger van de jamnacultuur. Volgens sommigen is het een vroege fase van de sroebnacultuur. In het zuiden van haar verspreidingsgebied zijn invloeden van de Majkopcultuur uit de noordelijke Kaukasus te zien.
De belangrijkste verschillen met de voorafgaande jamnacultuur zijn veranderingen in het aardewerk en het toenemend aantal metalen voorwerpen. De begraving in kuilgraven wordt voortgezet, maar daarbij wordt minder oker gebruikt.
De Poltavkacultuur was de basis voor de sroebnacultuur in het westen en de Sintasjtacultuur in het oosten.
De cultuur is voorgesteld als locatie van het Proto-Indo-Iraans.